# Giovanni Aldobrandini
Giovanni Aldobrandini (Fano, 1525 - Roma, 7 de setembro de 1573) foi um cardeal do século XVI

## Biografia
Nasceu em Fano em 1525. De família florentina. Filho de Salvestro Aldobrandini e Lisa Donati. Irmão do Papa Clemente VIII . Tio dos cardeais Pietro Aldobrandini (1593) e Cinzio Passeri Aldobrandini (1593). Tio-avô dos Cardeais Silvestro Aldobrandini , OSIo.Hier. (1603) e Ippolito Aldobrandini, Jr. (1621). Outros cardeais da família foram Baccio Aldobrandini (1652); e Alessandro Aldobrandini (1730).
Estudou na Universidade de Ferrara, onde obteve o doutorado in utroque iure , direito canônico e civil, em 9 de fevereiro de 1545..
Governador de Rimini, setembro de 1551 até agosto de 1552. Advogado Consistorial, de 1554 até 1556, quando renunciou em favor de seu irmão Pietro. Governador de Imola, 1554 (1) . Auditor da Sagrada Rota Romana, 1556..
(Nenhuma informação encontrada). Clérigo de Florença. Capelão de Sua Santidade..
Eleito bispo de Imola, em 26 de agosto de 1569. Consagrado, quinta-feira, 8 de dezembro de 1569, in capella domus suæ solitae habitationis , pelo cardeal Scipione Rebiba, coadjuvado por Giulio Antonio Santorio, arcebispo de Santa Severina, e por Felice Peretti Montalto, bispo de Sant'Agata dei Goti. Renunciou ao governo da sé de Imola antes de 9 de fevereiro de 1573..
Criado cardeal sacerdote no consistório de 17 de maio de 1570; recebeu o gorro vermelho e o título de S. Eufemia, em 9 de junho de 1570. Optou pelo título de S. Simeone Profeta, em 20 de novembro de 1570. Encarregado pelo papa de estabelecer uma liga contra os turcos com a ajuda da Espanha e o senado veneziano e alistar os bandidos que queriam pegar em armas contra os otomanos ou contribuir com dinheiro para essa causa. Participou do conclave de 1572, que elegeu o Papa Gregório XIII. Grande penitenciária, 14 de dezembro de 1572 até sua morte. Prefeito da Assinatura dos Breves, 1573..
Morreu em Roma em 7 de setembro de 1573. Sepultado na Capela Aldobrandini da igreja de S. Maria sopra Minerva, Roma.